# Precolumbiaanse geschiedenis van de Caraïben

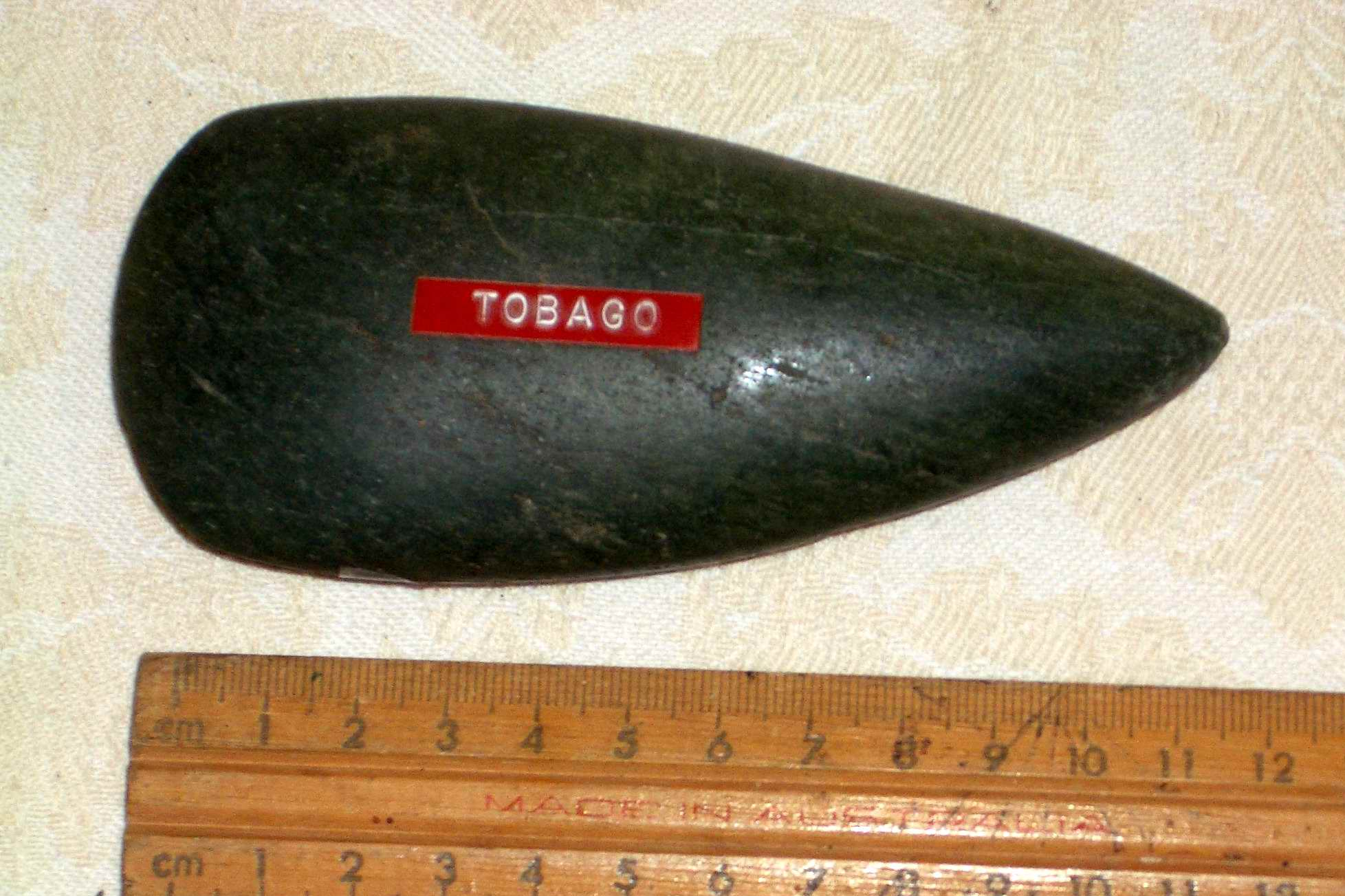
Gepolijste stenen bijl uit Tobago

De precolumbiaanse geschiedenis van de Caraïben was sterk verbonden met de precolumbiaanse geschiedenis van Zuid-Amerika. Hoewel het Caraïbisch gebied meestal geografisch tot Noord-Amerika wordt gerekend, waren de banden met het zuiden sterker.
Tijdens het eerste Europese contact in 1492 werden de Caraïbische eilanden dichtbevolkt door verschillende inheemse groepen. Recent wetenschappelijk onderzoek heeft de oorsprong en de evolutie van de bevolking van de eilanden over de gehele periode bestudeerd.  
Aan het begin van het huidige geologische tijdperk, het Holoceen, werd het noordelijke deel van Zuid-Amerika bewoond door groepen klein wild-jagers, vissers en verzamelaars. Deze groepen verbleven af en toe op semi-permanente kampeerplaatsen, maar waren meestal mobiel om gebruik te maken van een breed scala aan plantaardige en dierlijke hulpbronnen in verschillende habitats. 
Archeologisch bewijs suggereert dat Trinidad het eerste Caraïbische eiland was dat al rond 9000/8000 v.Chr. werd bewoond. Deze eerste kolonisten arriveerden echter waarschijnlijk in Trinidad toen het land nog met Zuid-Amerika verbonden was via landbruggen. Pas rond 7000/6000 v.Chr., tijdens het vroege Holoceen, werd Trinidad een eiland. Dit kwam door een aanzienlijke stijging van de zeespiegel met ongeveer 60 m, mogelijk als gevolg van klimaatverandering. Trinidad was het enige Caraïbische eiland dat vanuit het Zuid-Amerikaanse vasteland gekoloniseerd kon worden zonder honderden of duizenden kilometers over de open zee te hoeven reizen. De vroegste belangrijke sites die op Trinidad zijn ontdekt, zijn de schelpenhopen van Banwari Trace en St. John, die dateren van tussen 6000 en 5100 v.Chr. Beide schelpenhopen vertegenwoordigen uitgebreide afzettingen van schelpen die door menselijke populaties werden weggegooid, waarbij zij de schaaldieren als voedselbron en werktuigen van steen en bot gebruikten. Ze worden gerekend tot de Ortoiroïdecultuur, vernoemd naar de vergelijkbare maar veel recentere vindplaats Ortoire in Mayaro, Trinidad.
Wetenschappers hebben geprobeerd de voorgeschiedenis van het Caraïbisch gebied in verschillende tijdperken te classificeren, een moeilijke en controversiële taak. In de jaren 1970 definieerde Irving Rouse op basis van archeologisch bewijsmateriaal drie tijdperken om de precolumbiaanse periode van het Caraïbisch gebied te classificeren: het lithische, archaïsche en keramische tijdperk. In de huidige literatuur over het Caraïbisch gebied worden deze drie termen nog steeds gebruikt, maar er is discussie over hun nut en definitie. Het lithisch tijdperk wordt beschouwd als het eerste tijdperk van menselijke ontwikkeling in Amerika en de periode waarin voor het eerst stenen werktuigen werden vervaardigd. Het daaropvolgende archaïsche tijdperk wordt vaak gekenmerkt door gespecialiseerde aanpassingen in het levensonderhoud, waarbij jagen, vissen, verzamelen en het beheren van wilde voedselplanten werden gecombineerd. Gemeenschappen uit het keramische tijdperk produceerden aardewerk en maakten gebruik van kleinschalige landbouw. 
Met uitzondering van Trinidad werden de eerste Caraïbische eilanden bewoond tijdens de archaïsche periode, tussen 3500 en 3000 v.Chr. Archeologische vindplaatsen uit deze periode zijn gevonden op Barbados, Cuba, Curaçao en Sint Maarten, op de voet gevolgd door Hispaniola en Puerto Rico. Deze vestigingsfase wordt vaak toegeschreven aan de Ortoiroïdecultuur.

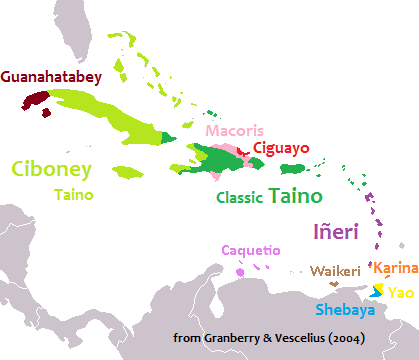
Taalkundige kaart van het Caraïbisch gebied in 1500 na Christus, vóór de Europese kolonisatie

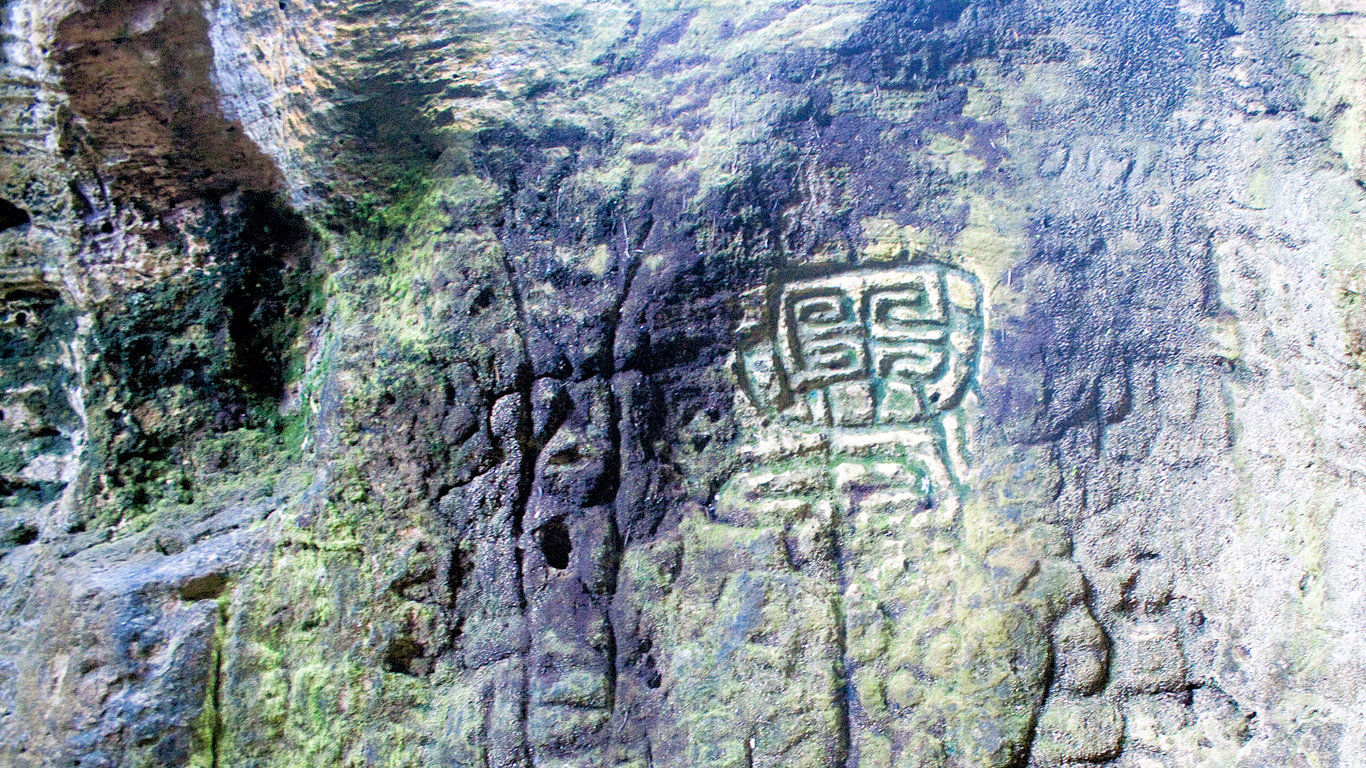
Petrogliefen van de Taíno, Puerto Rico

Tussen 800 en 200 v.Chr. breidde een nieuwe migratiegroep zich uit over het Caraïbische eiland: de Saladoïden. Deze groep is vernoemd naar de Saladero-vindplaats in Venezuela, waar hun kenmerkende aardewerk (meestal te herkennen aan de wit-op-rood geschilderde decoraties) voor het eerst werd geïdentificeerd. De introductie van aardewerk en de domesticatie van planten in het Caraïbisch gebied werd vaak toegeschreven aan de Saladoïden, en daarmee gezien als het begin van het keramische tijdperk. Recente studies toonden echter aan dat er al landbouwgewassen en aardewerk aanwezig waren bij sommige archaïsche Caraïbische populaties vóór de komst van de Saladoïden.  
Hoewel een groot aantal Caraïbische eilanden al tijdens de archaïsche en keramische tijd werden bewoond, zijn sommige eilanden vermoedelijk pas veel later bezocht. Tot ongeveer 600 AD waren er op Jamaica geen nederzettingen bekend, terwijl er op de Kaaimaneilanden geen bewijs is van nederzettingen vóór de komst van de Europeanen. 
Na de kolonisatie van Trinidad stelde men zich voor dat Saladoïden-groepen via verschillende eilanden naar Puerto Rico trokken, maar huidig onderzoek lijkt af te wijken van dit stapstenenmodel ten gunste van de hypothese van de zuidwaartse route. De hypothese van de zuidwaartse route stelt dat de noordelijke Antillen rechtstreeks vanuit Zuid-Amerika werden gekoloniseerd, gevolgd door geleidelijke bewegingen zuidwaarts naar de Kleine Antillen. Deze hypothese wordt ondersteund door zowel koolstofdateringen als simulaties van de zeevaart. Een van de eerste drijfveren achter de migratie van het vasteland naar de noordelijke Antillen was mogelijk de zoektocht naar hoogwaardige materialen zoals vuursteen. Flinty Bay op Antigua is een van de bekendste bronnen van hoogwaardige vuursteen in de Kleine Antillen. De aanwezigheid van vuursteen uit Antigua op veel andere Caraïbische eilanden onderstreept het belang van dit materiaal tijdens de precolumbiaanse periode. 
In de periode van 650 tot 800 AD vonden er grote culturele, sociaal-politieke en rituele hervormingen plaats, zowel op het vasteland als op veel Caraïbische eilanden. De Saladoïden-interactiesfeer viel snel uiteen. Deze periode wordt gekenmerkt door een verandering in het klimaat. Eeuwenlange overvloedige regenval maakte plaats voor langdurige droogtes en een toename van orkanen. Over het algemeen nam de bevolking van het Caraïbisch gebied toe, waarbij de gemeenschappen veranderden van verspreide, individuele dorpen in het ontstaan van nederzettingenclusters. Ook de landbouwactiviteit nam toe. Uit analyse van cultuurmateriaal is gebleken dat er zich tijdens de periode na de Saladoïden nauwere netwerken tussen de eilanden ontwikkelden. 
De periode na 800 AD kan worden gezien als een overgangsperiode waarin statusdifferentiatie en hiërarchisch gerangschikte samenlevingen ontstonden, gekenmerkt door een verschuiving van verworven naar toegewezen leiderschap. Na ongeveer 1200 AD werd dit proces onderbroken doordat veel nederzettingen in het Caraïbisch gebied werden opgenomen in de zich ontwikkelende sociaal-politieke structuur van de Groot-Antilliaanse samenleving. Dit proces verstoorde min of meer onafhankelijke ontwikkelingslijnen van lokale gemeenschappen en markeerde het begin van sociaal-politieke veranderingen op een veel grotere schaal. 
Ten tijde van de komst van de Europeanen leefden er drie grote groepen inheemse volkeren op de eilanden: de Taíno (soms Arawak genoemd) op de Grote Antillen, de Bahama's en de Benedenwindse Eilanden; de Cariben en Karaïben op de Bovenwindse Eilanden; en de Ciboney in het westen van Cuba. Geleerden hebben de Taínos onderverdeeld in Klassieke Taínos, die Hispaniola en Puerto Rico bezetten, Westelijke Taínos, die Cuba, Jamaica en de Bahama's bezetten, en de Oostelijke Taínos, die de Benedenwindse Eilanden bezetten. Op Trinidad woonden zowel Karaïbs als Arawak-sprekende bevolkingsgroepen.